# Heinkel He 112
A Heinkel He 112 egy Walter és Siegried Günter által tervezett német vadászrepülőgép volt. Egyike a Luftwaffe 1933-as vadászrepülő-pályázatára beadott négy típusnak, amelyekből végül a Messerschmitt Bf 109 emelkedett ki győztesen, maga mögé utasítva a He 112-t. A modellből egy kevés rövid ideig szolgálatot teljesített a Luftwaffe kötelékében, ezen felül pedig kisebb mennyiségben több más ország légiereje számára is gyártottak belőle. Összesen alig több, mint száz példánya készült el.

## Tervezés és fejlesztés
A 30-as évek elején, a német vezetés új repülőgépek beszerzését rendelte el, kezdetben mint kiképző és posta repülőgép. Heinkelnek, mint az ország egyik legtapasztaltabb tervező vállalatának, kapacitásait lefoglalták a két üléses gépekre leadott megrendelések mint He 45, He 46 és He 50, ennek ellenére együléses típusok tervezésén is dolgoztak. Ilyen volt a He 49 és később a továbbfejlesztett He 51.
Amikor a spanyol polgárháborúban a He 51-es átesett a tűzkeresztségen, a harcok világosan megmutatták, hogy ekkorra a sebesség fontosabbá vált mint a manőverező képesség. A Luftwaffe megértette a leckét, és Modern repülőgépek fejlesztésének sorát indította el.
1933 októberében Hermann Göring levelet küldött az ország legjelentősebb repülő vállalatainak, amiben felkérte őket egy nagy sebességű "futár" gép tervezésére, alig leplezve annak vadász céljait. Később, a német újra fegyverkezés felszínre kerülése után, a "futár" szót egyszerűen "vadászra" cserélték. 
1934 elején, annak ellenére, hogy a Versailles-i békeszerződés értelmében új katonai repülőgépek fejlesztése (gyártása és birtoklása) tilos volt, a Birodalmi Légügyi Minisztérium (Reichsluftfahrtministerium, RLM) pályázatot írt ki együléses 'Sport repülőgép' tervezésére.
A műszaki hatóság (Technische Amt) az alábbi követelményeket támasztotta:
a) teljesen fém építésű legyen,
b) Monoplán kialakítású legyen,
c) visszahúzható futóművel szerelt legyen,
d) képes legyen elérni 400 km/h (250 mph) csúcssebességet vízszintes repülésben 6000 m (20 000 ft) magasságon,
e) képes legyen 6000 m (20 000 ft)-en 90 percig teljes gázon repülni
f) 7 perc alatt érje el a 6000 m (20 000 ft)-es magasságot és szolgálati csúcsmagassága legyen 10 000 m (33 000 ft)
g) szerelhető legyen Junkers Jumo 210 motorral
h) fegyverzete legyen két 7.92mm-es géppuska, vagy egy 20mm-es gépágyú és i) szárnyterhelése alacsonyabb legyen 100 kg/m2-nél.
A pályázaton több vállalat indult, de végül 4 vállalattal kötöttek szerződést prototípusok gyártására, melyek az Arado, a Focke-Wulf, a BFW (Bayerische Flugzeugwerke) és a Heinkel. 1935 tavaszára mind a négy prototípus készen állt, az Arado Ar 80, a Focke-Wulf Fw 159, a Heinkel He 112, és a Messerschmitt Bf 109.. Heinkel projektjének vezetői a Günter fivérek voltak, Siegfried és Walter, akik a He 111 közepes bombázó tervezését is sikerre vitték. Az első prototípus szűzfelszállására 1935 szeptemberében került sor.

### Heinkel tervezete
Heinkel terveit elsősorban Walter és Sigfrid Günter iker fivérek készítették, akik munkájának a legtöbb Heinkel repülő a kialakítását köszönheti. 1933 vége felé kezdtek dolgozni az 1015-ös projekten, ami az eredeti futár gépet takarta, amihez a BMW XV soros motort kívánták használni. 1934 május 2-án küldték ki a hivatalos felkérést, és 5-én nevezték át a tervezetet He 112-re. A hivatalos elnevezéseket ekkor az RLM osztotta ki.
A repülőt a korábbi He 70 Blitz ("Villám") inspirálta, ami talán a harmincas évek legszebb repülője volt. A Blitz egy egymotoros, négy üléses repülő volt, ami eredetileg Lufthansa számára készült. Mint a legtöbb polgári repülőgép ebben az időben, egy idő után ez a repülőgép is katonai használatba került, és kétüléses bombázóként és felderítő repülőként használták a Spanyol polgárháborúban. Ezen a gépen tanulta meg a Heinkel vállalat egy sor modern repülő építési technika használatát. Ez volt az első alsószárnyas egyfedelű, az első behúzható futóművel, az első teljesen fém építésű Heinkel repülő. A szárny elliptikus kialakítása sok későbbi repülőn visszaköszön. Már ez a repülőgép is majdnem teljesítette a hivatalos kiírás követelményeit, így nem csoda, hogy a Günter fivérek amennyire lehetséges erre alapozták az új repülő terveit.
A He 112 ennek megfelelően a He 70 kicsinyített változata lett. A szárny aljából kifelé nyíló futóművek nagyszerű kezelhetőséget biztosítottak földi mozgatásnál, valamint fel és leszállás közben. Az ekkor még nyitott pilótafülke (He 112 V1) és a fejtámla mögötti gerinc kiváló kilátást biztosított, miáltal a kétfedelűeken képzett pilóták otthonosan érezhették magukat. A fent felsoroltakon kívül a He 70-ről átemelt megoldás a fordított sirályszárny. Korábbi Heinkel gépektől örökölte, a korban viszonylag újnak számító feszített lemezborítást, melyet süllyesztett fejű szegecsekkel rögzítettek.

### Prototípusok
Az első prototípus, a V1 1935 szeptember 1-én készült el. Bár a követelmények szerint Junkers Jumo 210 motorral kellett volna építeni, a motor ekkorra még nem volt elérhető, ezért a 518 kW (695 hp)-os Rolls-Royce Kestrel V motorral szerelték. A V1-es nagyobb szárnyakkal rendelkezett és nehezebb volt mint vetélytársai, bár a nagyobb szárnyak miatt a felületi terhelése alacsonyabb volt. Ennek az volt az előnye, hogy a gép jobb manőverező képességgel rendelkezett; a hátránya pedig, hogy nagyobb légellenállással rendelkezett, ami csökkentette a sebességet és az orsózó sebességet. 
A második prototípuson, a V2-n, sokat módosítottak. Ez novemberre készült el, és már a 480 kW (640 hp)-os Jumo 210C motor hajtotta, egy 3 tollú égcsavar segítségével. Az építés közben a V1 es berepülése közben gyűjtött adatokból kiderült, hogy a nem várt közegellenállás a relatív hosszú és vastag szárnyakból ered. A Günter fivérek később egy teljesen új, kisebb vékonyabb, ellipszis alakú szárnyat terveztek. Átmeneti megoldásként a V2 szárnyait megkurtították 1,010 m (3 ft 3,8 in)-el, hogy versenyben maradjon a Bf 109-essel. Ezáltal a szárny felületi terhelése egy hajszállal a specifikációban szereplő limit fölé nőtt, de mivel a 109-es jóval fölötte volt, ez nem jelentett problémát, ezért a V2-t küldték tesztelésre. Az elődjéhez hasonlóan ez a prototípus is stabilitási problémákkal küzdött. Egy berepülés alkalmával Gerhard Nitschke berepülőpilóta elvesztette az irányítást és lezuhant, teljesen megsemmisítve a gépet.
A V3 januárban emelkedett a levegőbe. Nagyban hasonlított a V2-re, csak apró módosításokat kapott, mint a nagyobb vízhűtő, nagyobb törzsgerinc, és függőleges vezérsík. A kipufogók lángrejtőit oldalanként egy egész sort eltakaró darabra cserélték. A törzs oldalain a motorháztetőt módosították, lehetővé téve fegyverzet beépítését, ami 2 db 7,92 mm (0,312 in)-es MG17-es repülőfedélzeti géppuska formájában testesült meg.
Később ezt a prototípust úgy módosították, hogy elcsúsztatható kabinteteje és új teljesen elliptikus szárnya legyen.
A V2-eshez kellett volna csatlakoznia a berepülési program során, de e helyett 1937 elején visszaküldték a gyárba, hogy rakétahajtással teszteljék (lásd később). A tesztek során a rakéta felrobbant, és a repülő megsemmisült. Hihetetlen, de ezek után a repülőgépet újjáépítették számos újabb módosítással, többek közt zárt pilótafülkével.

### A párharc
A versenyző repülőgépek 1935 októberében az RLM illetékesei előtt tartottak bemutató repülést. A vastag szárnyszelvények és a nyitott pilótafülke miatt a 112-es nagyobb légellenállást keltet mint a vetélytársa, a Bf 109, és így szerényebb teljesítményt nyújtott, annak ellenére, hogy azonos motorral voltak szerelve. Amíg a 109-es képes volt elérni a 467 km/h-s sebességet, addig Heinkel típusa "csak" 440 km/h-ra volt képes  (290 mph) (273 mph). A másik két vetélytársa az Arado Ar 80 és a Focke-Wulf Fw 159 problémákkal küzdött szemlátomást másik ligában játszott, ami miatt innentől kiestek a versenyből.  A bemutató végeztével az RLM Messerschmittel és Heinkellel szerződést kötött 10 prototípus legyártására, további összehasonlító tesztek céljából. 
Ezen a ponton a döntéshozók még a He 112-est preferálták az ismeretlen Bf 109-el szemben, de a helyzet gyorsan megváltozott a Bf 109 V2 érkezésével. Az eredeti Rolls-Royce Kestrel motort a Jumo-ra cserélték, ami miatt lekörözte vetélytársát, még a később érkező, szintén ezzel a motorral szerelt He 112 V2 teljesítményén kevéssé javított a motorcsere. Innentől kezdve a Messerschmitt szinte minden aspektusban jobb volt. Bár a a He 112 jobban fordult a nagyobb szárnyai miatt, a Bf 109 minden magasságon gyorsabb, agilisebb és aerobatikusabb volt. Orsózó tesztek során a 109 V2 semmilyen problémát nem mutatott, amíg a 112 V2 földnek csapódott (március 2.) Ezután rekord idő alatt újraépítették, ekkor kapta meg a Jumo motort, de ez a példány is lezuhant. Mivel a V3-at átadták rakéta hajtás tesztelésére, a V1 átépítésével folytatták a teszteket. 
Eközben hírek érkeztek, miszerint a brit RAF szerződést kötött '36 februárjában a Supermarine-el a Spitfire nagy sorozatú gyártásáról, heti 5 példány 15 hónapon keresztül. Mivel ez jelentősen fejlettebb repülő volt mint bármely létező német gép, így a Luftwaffe vezetése lépéskényszerbe került. Az idő sokkal fontosabb faktor lett mint a minőség, és ezért az RLM kész volt bármely tervet gyártásba vinni. Nem tudjuk mikortól tekinthető a Bf 109-es a verseny győztesének, mindenesetre Márciusban, a V2 elő lezuhanása után az RLM kiadott egy dokumentumot "A Bf 109 elsőbbséget élvező beszerzése" címmel. De ezzel nem volt vége, az RLM-ben még mindig erős támogatói voltak Heinkel típusának, ezért ő is szerződést kapott 10 prototípus legyártására.
Szeptember végére a nullszéria példányok egy része megérkezett, a tesztek Októberig folytatódtak, ekkor nem a légügyi minisztérium, hanem Hitler belső köre lépett közbe, és elrendelte Bf 109 sorozatgyártását. Ernst Udet, Heinkel jóbarátja, ebben az időben a Luftwaffe műszaki irodájának vezetője, személyesen vitte el a letaglózó hírt Heinkelnek, aki nem kifejezés, hogy csalódott volt. Az új terve gyorsabb, manőverezhetőbb, jobb emelkedőképességű, masszívabb, jobban fegyverzett volt mint riválisa, de legfőképpen a földi kezelése nem volt egy rémálom. Ezzel szemben a Luftwaffe pilótái elviselhető áldozatnak tartották a rosszabb manőverezhetőséget a meglévő Bf 109 példányok jobb gyorsulása és emelkedőképessége oltárán. Továbbá a 109-est a kezdetektől fogva a jobb gyárthatóság figyelembevételével tervezték: Olcsóbb volt és gyorsabban, kevesebb alkatrészből gyártható, főleg a He 112-es elliptikus, fordított sirályszárnya miatt. Cserébe Heinkel ígéretet kapott, miszerint bármilyen export lehetőséget támogatnak, mondván "A törökök, japánok, vagy a románok zabálni fogják". És valóban, a repülés gyors fejlődése miatt a '30 évek elején beszerzett biplánjait számos légierő szerette volna lecserélni. A külföldi eladások ígéretesnek tűntek.

## He 112R

### Korai kísérletek
Mivel a Versailles-i béke tiltotta Németország számára a nehéz tüzérség fenntartását, a kezdetektől kísérleteztek szilárd hajtóanyagú rakétatüzérséggel. De nagy lehetőségeket láttak a jobban szabályozható folyékony üzemanyagú rakétákban is. Ne feledjük, hogy ekkor még a sugárhajtóművek ugyan úgy csak papíron léteztek, és nem lehetett tudni, hogy melyik alternatíváé a jövő.
1931-ben a hadsereg Fegyverzeti Hivatal kummersdorfi tesztközpontja vette át a folyékony üzemanyagú rakéták fejlesztését. 1932-ben Wernher von Braun tervezett egy ilyen rakétát, ami még nagy tisztaságú alkohollal és folyékony oxigénnel üzemelt. 1934-ben az A2 rakétát sikeresen elindították az Északi tenger Borkum szigetéről. 1936-ra a kísérletek olyan fázisba értek, hogy érdemes volt repülőgépen is kipróbálni. Kezdetben a sem a hadsereg vezérkara (Oberkommando des Heeres) sem a Birodalmi Légügyi Minisztérium nem támogatta az effajta "fantazmagóriákat". Sok műszaki és akadémiai szakértő ellenezte, és nagyon kevesen támogatták, de ezek egyike Ernst Heinkel volt, aki lelkesen és feltétel nélkül támogatta a rakétafejlesztéseket.
A Heinkel repülőgépgyár át is adott két elavult repülőt egy Heinkel He 56-ost és egy Heinkel He 72-est, de a repülési tesztekhez nagy sebességű, modern repülőre volt szükség.
Később a fejlesztést és tesztelést Neuhardenberg-be telepítették, ez egy infrastruktúra nélküli szükség reptér volt. Itt a személyzet katonai sátrakban lakott és dolgozott, tábori körülmények közt. Ennek ellenére a He 112 rakéta hajtású tesztrepüléseire itt került sor. A munka fáradhatatlanul folyt 1937 végéig, amikor a fejlesztés a mára híressé vált Peenemünde-ben kapta meg végleges helyét.

### He 112A-01
Az A széria első példányár Heinkel egyből rakéta tesztekre adományozta. A folyékony oxigén a pilótafülke előtt, a tiszta alkohol hátul kapott helyet. A korai ember nélküli teszteknél, a rakéta motor gyújtása közben felrobbant, teljesen használhatatlanná téve a repülőgépet.

### He 112 V3
Ez után Heinkel újabb gépet adományozott, ez úttal a V3 prototípust. Ezt alaposan felkészítették a rakétás repülésre. Megnövelték és megerősítették a hátsó vezérsíkokat. Az RLM Erich Warsitz berepülőpilótát rendelte a projekthez. Ő nem csak a kor egyik elismert berepülőpilótája volt, hanem kiterjedt műszaki ismeretekkel is rendelkezett. A statikus tesztek során a Jumo motort indították először, majd a rakéta hajtómű indításakor a gép felrobbant. Minden valószínűség ellenére Warsitz apró sérülésekkel elsétált a helyszínről.

### He 112 V8
Heinkel ezúttal is új gépet biztosított a folytatáshoz, mégpedig az A széria utolsó gépét. A sikeres statikus tesztek után készen állt a felszállásra. Rendkívül óvatosan kezdek hozzá a repülésekhez, először csak kevés üzemanyaggal. A repülő 2600 láb magasságig A Jumo motorral emelkedett, itt kikapcsolta a benzin motort és gyújtotta a rakétát. Ezzel ez vált a világ első rakétahajtású repülőgépévé, Warsitz pedig az első pilótává, aki ilyen gépet repült. A repülő igen gyorsan 460 km/h-ra gyorsított. Ez után újabb tesztek következtek, különböző üzemanyag mennyiségekkel, különböző magasságokon indítva, emelkedve. A teszteken mindig Erich Warsitz repülte a gépet. Tesztelték felszálláskor is a két meghajtást együtt használva, végül csak rakétahajtással is.
Ebben a gépben próbálták ki Hellmuth Walter eltérő rakétakoncepcióját is. A tesztek után Warsitz ezt preferálta, leginkább a biztonság miatt, ez a motor ugyanis hidrogén-peroxidot égetett, és kalcium-permanganátot használt katalizátornak. Mindkét megoldás azonos tolóerőt ért el, de amíg von Braun megoldása hatalmas lánggal égett, addig a Walter-féle rakéta reakciójának végterméke forró gőz volt. Később ezzel a típussal folytak a tesztek.

### A folytatás
A tesztelés később a Heinkel He 176 kifejlesztését eredményezte, ami egy rakétahajtású kísérleti vadász lett. 1939-ben repült először, a berepülését és tesztelését végig Warsitz végezte. Sajnos keveset tudunk róla, mert dokumentációja a második világháború alatt eltűnt vagy megsemmisült.
Bár nem volt nagy hatással a háború menetére, Heinkel repülőgépe ezzel az elsőséggel örökre beírta magát a történelembe.

## Fordítás
Ez a szócikk részben vagy egészben  a   Heinkel He 112 című angol Wikipédia-szócikk ezen változatának fordításán alapul.  Az eredeti cikk szerkesztőit annak laptörténete sorolja fel. Ez a jelzés csupán a megfogalmazás eredetét és a szerzői jogokat jelzi, nem szolgál a cikkben szereplő információk forrásmegjelöléseként.